# El-Qoseir
El-Qoseir, también escrito como Kosseir, Al Qusair, El Quseir, Quseir, Qusseir o Qosseir (en árabe: القصير‎, romanizado: el-Qoṣēr es una ciudad en el este de Egipto, ubicada en la costa del Mar Rojo, en la gobernación homónima. Habitada durante aproximadamente 5.000 años, su antiguo nombre durante la era ptolemaica era Mios Hormos. Históricamente, fue el punto final del sendero uadi Hammamat, una ruta importante que conecta el Nilo y el Mar Rojo. El Qoseir se encuentra a 138 kilómetros al sur de Hurgada, 130 km al norte de Marsa Alam y 68 km al norte del aeropuerto internacional de Marsa Alam. En 1986, su población era de aproximadamente 20.000 habitantes. Hoy, la población de El Qoseir ronda los 50.000 habitantes.

## Historia
El lugar ha estado habitado durante 5.000 años. En la antigüedad, se llamaba Leucus Limen, que significa puerto blanco (en griego, Λευκός Λιμήν). 
Coptos fue el comienzo de un camino hacia El-Qusair en la costa del Mar Rojo. En Quseir al-Qadim (antiguo Quseir), a 8 km al norte de la actual ciudad, estaba el puerto de Mios Hormos, atestiguado por Plinio el Viejo, Estrabón y otros escritores antiguos. Cuatro carreteras principales que partían de Coptos en el Nilo, al norte de Tebas, y atravesaban desierto, colinas y montañas conducían a cuatro puertos del Mar Rojo: Myos Hormos, Filoteras, Leukos Quşayr y Berenice: en este territorio se extendía toda una red de carreteras y pistas, y hubo una importante actividad minera y comercial en elárea. En Qoseir, se encontraron principalmente esmeraldas y oro.
Su fortaleza y fortificaciones datan de la expedición francesa de 1798. En el siglo XIX era residencia de un gobernador bey, y un importante almacén con un puerto muy concurrido. La ciudad estaba defendida por un castillo cuadrada construido en piedra, con torres cuadradas en los ángulos y muros de arcilla y barro. Contaba con varios pozos de agua salbre al noroeste del castillo, y al sureste se encontraba el puerto.